# ХарківПрайд
ХарківПрайд (англ. KharkivPride) — ЛГБТ-подія у місті Харків, яка проводиться з 2019 року та включає лекції, публічні дискусії та Марш ХарківПрайд — мирну ходу на захист рівних прав та можливостей для людей незалежно від їхньої сексуальної орієнтації і гендерної ідентичності. Співорганізаторкою та медійною спікеркою події є Анна Шаригіна.

## Вимоги ХарківПрайд 2020
В Україні є низка прав, які недоступні ЛГБТ-людям в Україні, тому організатор(к)и ХарківПрайд сформулювали три вимоги до уряду України.

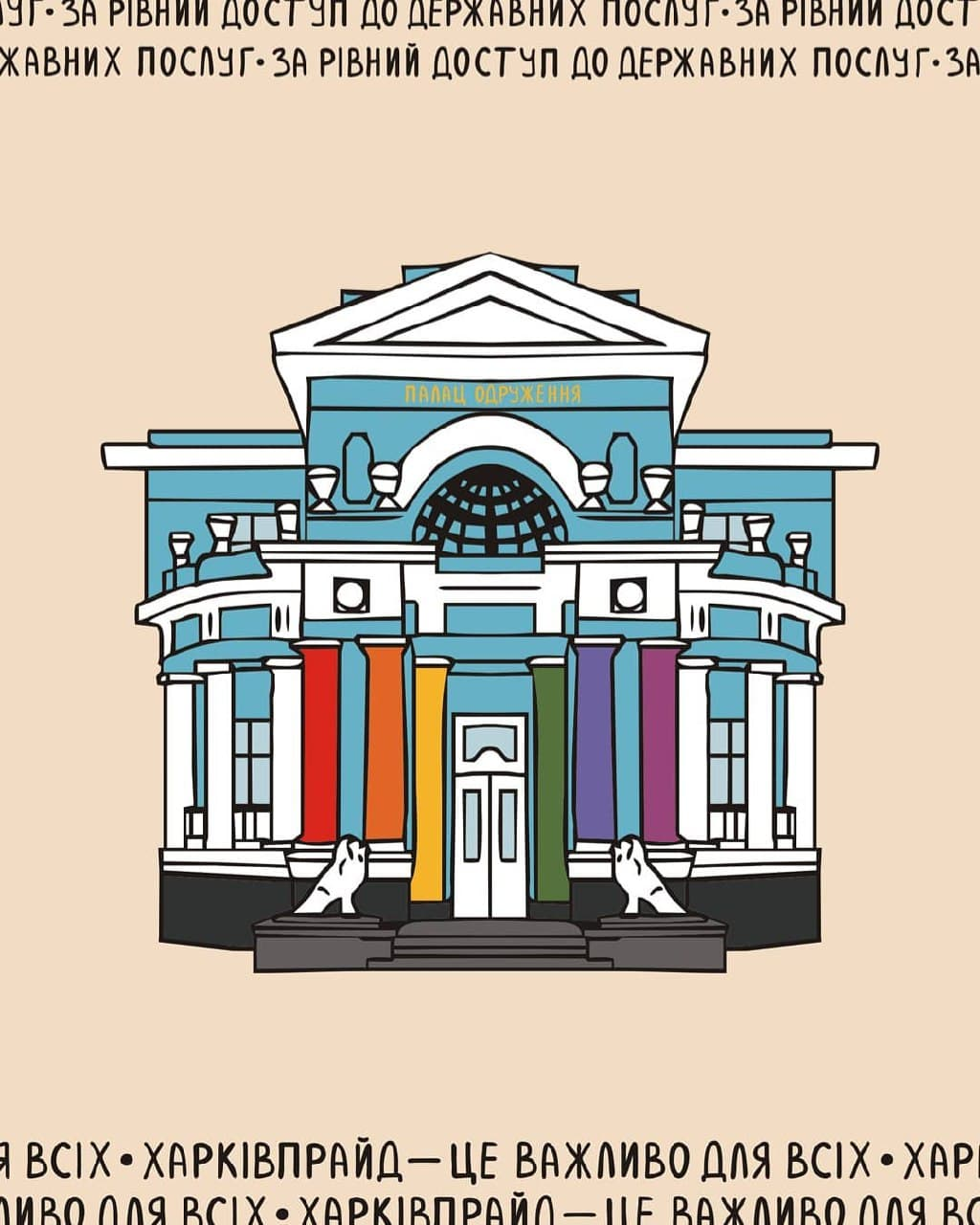
Ілюстрація до першої вимоги ХарківПрайд: «Рівний доступ до державних послуг незалежно від сексуальної орієнтації та/або гендерної ідентичності». Автор — Олександр Грехов.

### Рівний доступ до державних послуг незалежно від сексуальної орієнтації та/або гендерної ідентичності⠀⠀⠀
ЛГБТ-люди в Україні не можуть:
- задокументувати свої стосунки: ні шляхом укладення офіційного шлюбу, ні перебуваючи в цивільному шлюбі;
- спільно володіти майном як подружжя, а також успадковувати майно свого партнера або партнерки і отримати пов'язані з цим податкові пільги;
- усиновити або удочерити дитину разом з партнером/партнеркою;

Ст. 211 Сімейного кодексу України визначає, що усиновлювачами або опікунами не можуть бути особи однієї статі. За фактом, в Україні є чимало одностатевих сімей, які все ж мають дітей. Зазвичай це біологічна дитина одного з партнерів або партнерок. Інший партнер або партнерка у такому разі не може приймати рішення щодо дитини, наприклад, у питаннях медичного втручання в екстреній ситуації.
- доглядати за партнером/партнеркою у критичних для життя і здоров'я ситуаціях;

Одностатеві партнери в Україні також не мають можливості бути похованими поруч на цвинтарі. У разі смерті одного з партнерів інший також не зможе взяти під опіку його неповнолітніх дітей.
- відмовитися від показань один проти одного в суді, а також просити про довготривалі побачення в разі, якщо один з партнерів знаходиться в місці позбавлення волі[11].

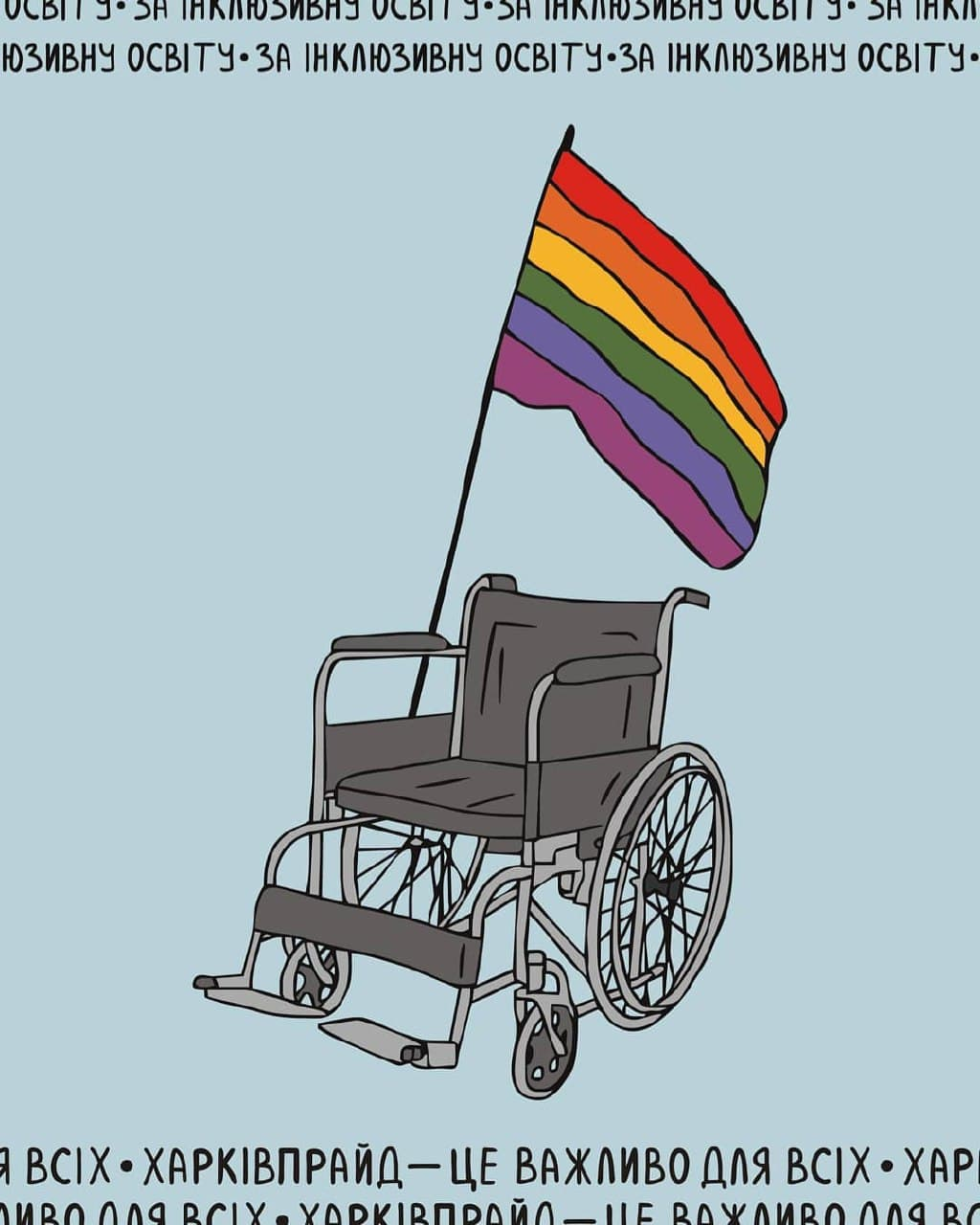
Ілюстрація до другої вимоги ХарківПрайд: «Інклюзивна освіта без булінгу». Автор — Олександр Грехов.

### Інклюзивна освіта без булінгу
Згідно з даними національного дослідження шкільного середовища в Україні, проведеного експертами ГО «Точка Опори» в 2017 році, 88,5 % ЛГБТ-учнів і учениць в школі стикалися зі словесним цькуванням, погрозами та образами, 53,5 % — з фізичними знущаннями, 47 % — знущанням сексуального характеру.
Коли в школі виникають ситуації цькування чи нападів на основі сексуальної орієнтації або гендерної експресії, очікувано, що шкільні вчителі шукатимуть ефективні способи для вирішення цих проблем. Однак учням, які стикаються із пов'язаною агресією, електронним цькуванням або кібербулінгом, сексуальними домаганнями та псуванням чи крадіжкою власності в школі, не завжди зручно повідомляти про ці ситуації персоналу.
У школах мають створюватися гуртки або клуби, де різні уразливі групи зможуть отримувати психологічну та соціальну підтримку. Сексуальне виховання та просвіта стануть вагомим підґрунтям для створення демократичного інклюзивного суспільства в Україні.

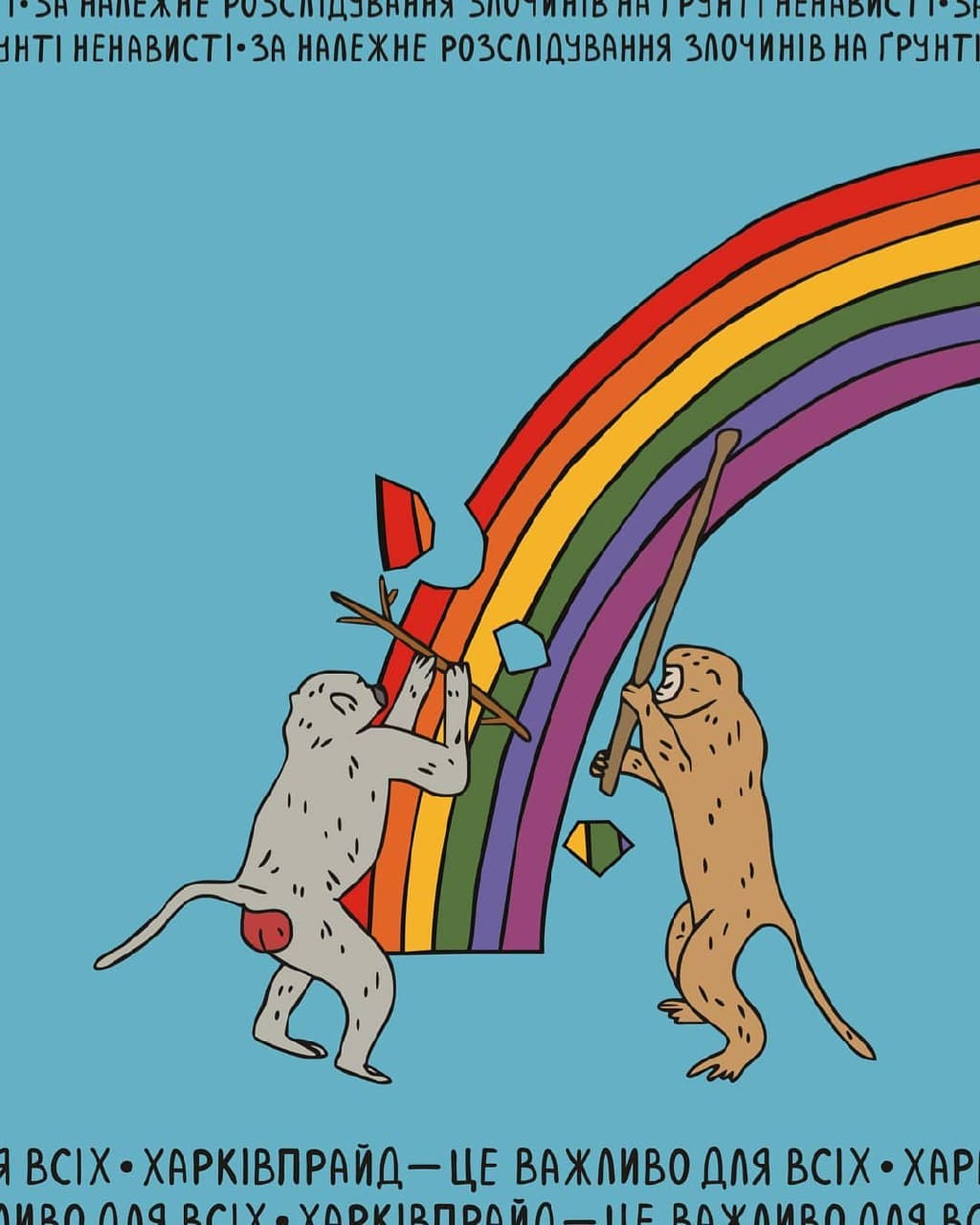
Ілюстрація до третьої вимоги ХарківПрайд: «Належне розслідування злочинів на ґрунті ненависті щодо ЛГБТ+ та інших уразливих груп». Автор — Олександр Грехов.

### Належне розслідування злочинів на ґрунті ненависті щодо ЛГБТ+ та інших уразливих груп
За даними Бюро з демократичних ініціатив і прав людини ОБСЄ, в Україні від злочинів на ґрунті ненависті найчастіше потерпають:
- іноземці та члени різних етнічних громад;
- члени релігійних меншин та їхнє майно (церкви, синагоги, мечеті, кладовища), а також приватна власність;
- ЛГБТ-люди[15].

ЛГБТ-спільнота вкрай уразлива для злочинів на ґрунті ненависті за ознакою сексуальної орієнтації та гендерної ідентичності. До того ж потерпати можуть активісти, правозахисники, а також журналісти, які висвітлюють проблеми ЛГБТ-спільноти. Частими кейсами є напади на ЛГБТ-центри, а також перешкоджання проведенню мирних зібрань.
Поширеним проти ЛГБТ-людей є фізичне насильство під час так званих «сафарі», які проводять правоекстремістські угруповання до та після мирних ЛГБТ-акцій.

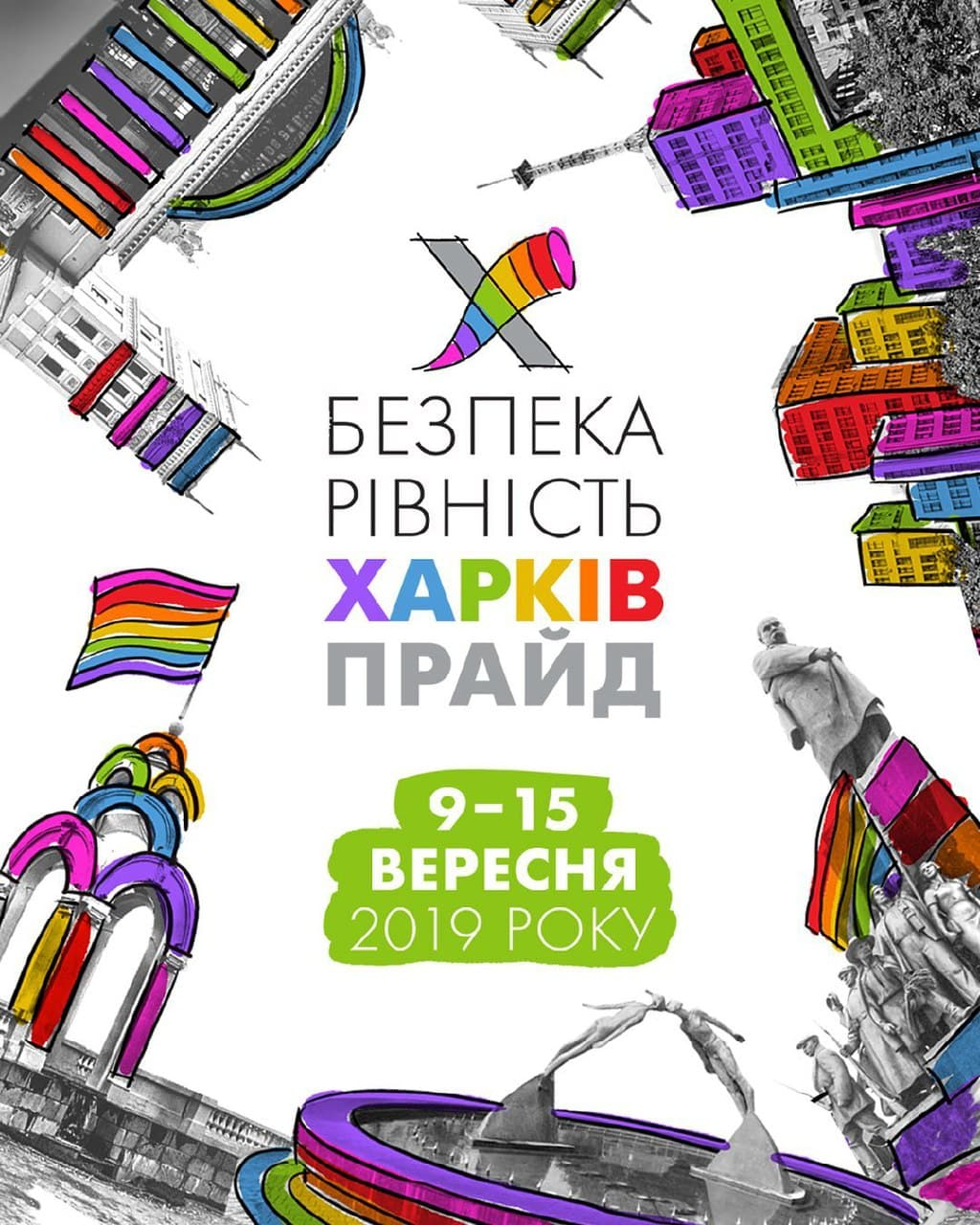
Безпека. Рівність. ХарківПрайд. Афіша 2019 року.

## Марш ХарківПрайд
Марш рівності — це традиційна правозахисна хода на підтримку рівних прав для ЛГБТ+ спільноти. Представники спільноти та їх прихильники святкують самоприйняття та проводять масові заходи, мобілізуючи громадянське суспільство й відзначаючи роботу активістів, які відстоюють права людини.
Марш рівності — це мирне зібрання, право громадян на яке закріплене в частині 1 статті 39 Конституції України. За цією статтею громадяни України мають право збиратися мирно, без зброї й проводити збори, мітинги, походи і демонстрації, про проведення яких завчасно сповіщаються органи виконавчої влади чи органи місцевого самоврядування.

### Марш рівності 2019 року
15 вересня 2019 року в Харкові відбувся перший Марш рівності ХарківПрайд у форматі правозахисної ходи, яка пройшла на майдані Свободи. Організаторами першого Маршу ХарківПрайд виступили ГО «Харківське жіноче об'єднання „Сфера“» за підтримки харківської ЛГБТ+ спільноти. Тема першого ХарківПрайду: «Харків для всіх. Безпека для всіх» та проблема безпеки у Харкові активістів, ЛГБТ+ спільноти та всіх його мешканців, прагнення зробити місто більш інклюзивним та дружнім до різних людей..

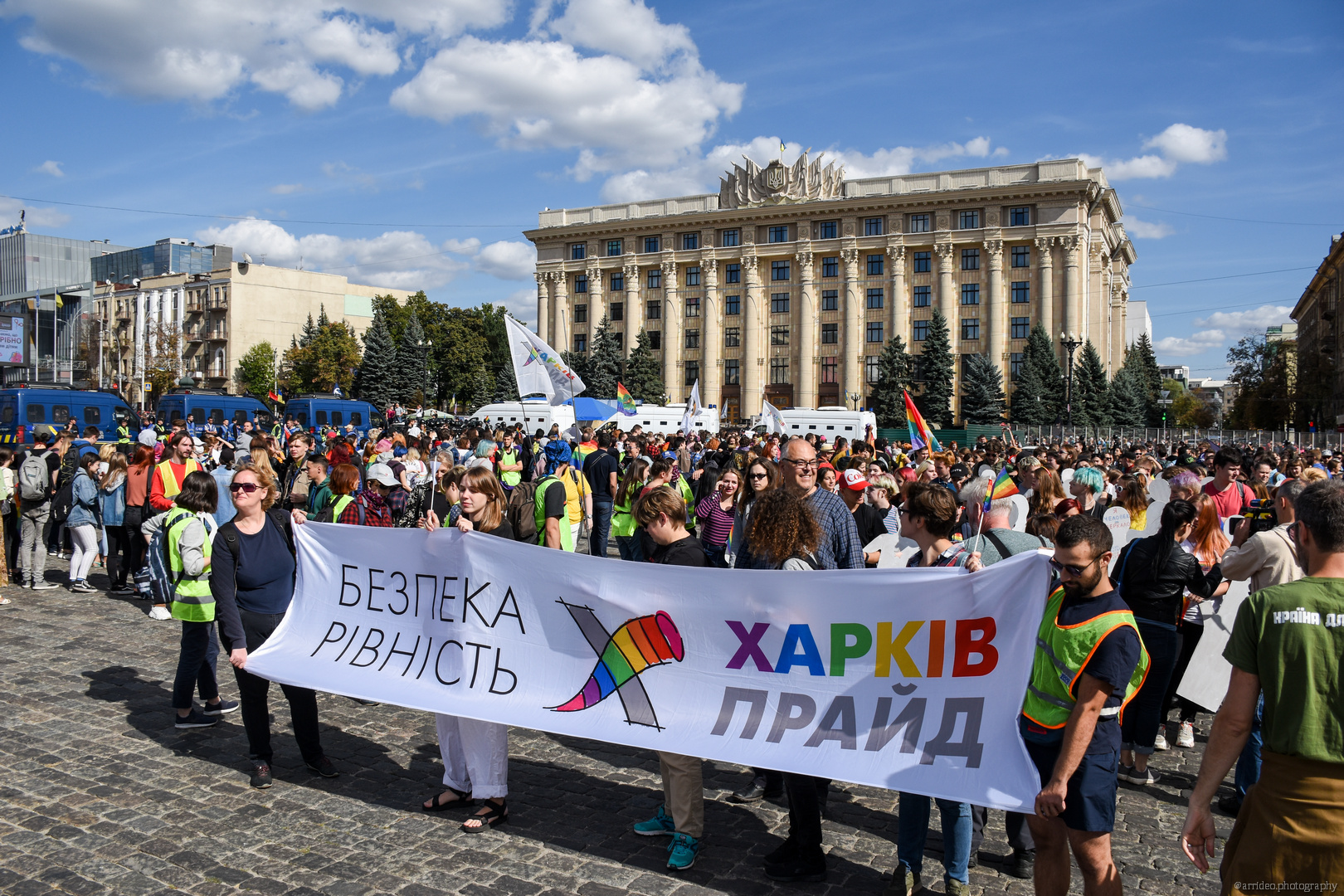
Марш рівності ХарківПрайд 2019.

Перед Маршем створили петицію про його заборону. Її підтримали понад 5000 харків'ян, і мер Харкова Геннадій Кернес звернувся до суду з проханням обмежити проведення прайду, обґрунтувавши це тим, що він турбується про спокій в місті. На підтримку Маршу рівності виступило 8 посольств — США, Канади, Німеччини, Великої Британії, Нідерландів, Швеції, Норвегії та Данії. Представництво ООН в Україні, Amnesty International Ukraine, Freedom House Ukraine та інші міжнародні організації також засудили прагнення місцевої влади обмежити право харків'ян на мирні збори.
Напередодні старту тижня ХарківПрайд міський голова змінив свою позицію та повідомив, що мерія не тільки не подаватиме в суд на ЛГБТ-акцію, але і всіляко сприятиме її проведенню.
У Марші рівності ХарківПрайд взяли участь близько 2000 осіб, серед яких гості міста з інших регіонів країни, представники міжнародних організацій, дипломатичних представництв та консульських установ іноземних держав в Україні. Поліція з металошукачами оглядала учасників Маршу, які проходили на площу Свободи.

### АвтоПрайд 2020

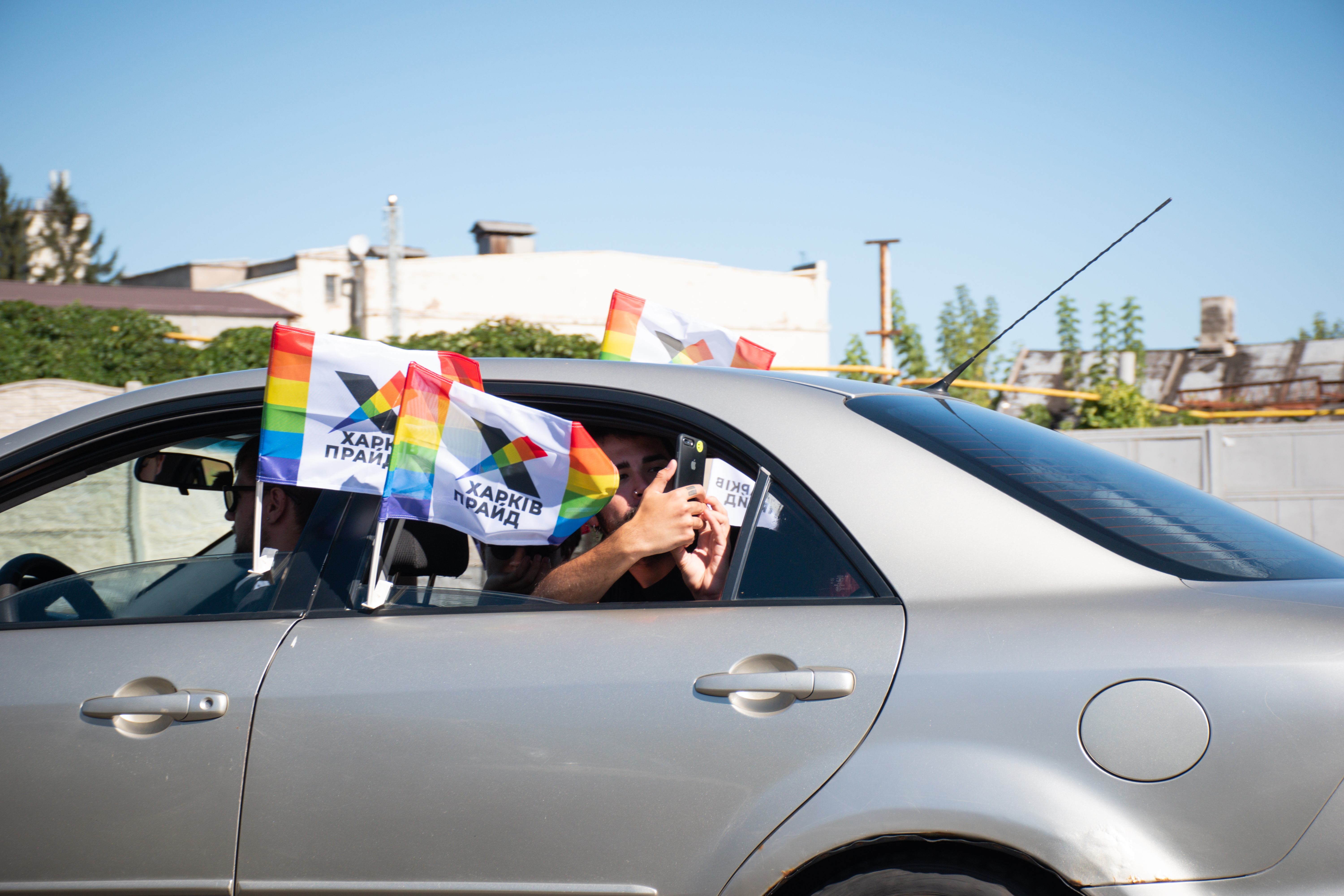
Харків АвтоПрайд 2020

13 вересня 2020 року Марш ХарківПрайд вперше в Україні відбувся у форматі АвтоПрайду. Такий формат Маршу ХарківПрайд було обрано з огляду на епідеміологічну ситуацію через поширення COVID-19 у Харкові та задля здоров'я учасниць та учасників. Одна з його задач — привернути суспільну увагу до трьох тем: рівного доступу до державних інституцій; інклюзивної освіти без булінгу; належного розслідування злочинів на ґрунті ненависті. Гасло Харків АвтоПрайду 2020: «Це важливо для всіх!».
Колона з понад 20 автомобілів зі 100 людьми проїхала проспектами Науки, Гагаріна та вулицями Сумська та Клочківська, привертаючи увагу до ситуації в країні, де громадяни стикаються з обмеженням їхніх прав і насильством на ґрунті ненависті в своєму повсякденному житті. Місце старту та остаточний маршрут узгоджувався з поліцією та місцевою владою, але не повідомлявся публічно задля безпеки учасників АвтоПрайду. Колону супроводжували автомобілі патрульної поліції, відповідно до правил дорожнього руху.
Автопрайд минув спокійно і без провокацій. Грубих порушень громадського порядку під час заходів не було зафіксовано. Тим часом біля ХНАТОБу та на майдані Конституції громадські організації «Правий сектор» і «Спортивний корпус» провели акцію «Традиційна родина — сильна країна». Також на майдані Конституції відбулась акція громадської організації «Традиція і порядок».

## Перешкоджання діяльності
У 2019 році в Україні збільшилася кількість нападів на ЛГБТ-центри, окремі заходи та активісток/ів, а також випадків перешкоджань проведенню мирних акцій, пов'язаних з темою ЛГБТ. За результатами звіту правозахисного ЛГБТ-центру «Наш світ», у 2017 році йшлося про вісім таких інцидентів, у 2018 — про 19, у 2019 році експерти зафіксували 24 напади.
12 вересня 2019 року у Харкові спробували зірвати захід ХарківПрайду, а екснардепа Олеся Донія облили зеленкою, а 15 вересня після Маршу рівності український фоторепортер агентства Reuters Гліб Гаранич врятував підлітка, на якого напала група невідомих.
Противники Маршу рівності ХарківПрайд 2019 на початку акції намагалися закидати активістів яйцями, але вони не досягли мети через кордон поліції. Також опоненти намагалися влаштувати сутички з поліцією, розпилили сльозогінний газ, але провокації були придушені — 17 порушників закону були затримані і відправлені до відділку поліції.
У 2020 році впродовж тижня заходів від ХарківПрайд один за одним було скоєно три акти вандалізму, направлені на будівлю ком'юніті-центруПрайдхаб у Харкові. За словами співорганізаторки ХарківПрайду Анни Шаригіної, відповідальності за скоєне не взяла жодна організація.

## Партнери
- Національний демократичний інститут
- Посольство США в Україні
- Консультативна місія Європейського Союзу Україна
- Посольство Великої Британії в Україні
- Black Sea Trust
- Amnesty International
- Фрідом гауз
- COC Netherlands
- The Swedish Federation for Lesbian, Gay, Bisexual, Transgender and Queer Rights

## Кінематограф
- 2019 — документальний фільм Громадського Телебачення «Віра, Надія, Л...і» про двох сестер-лесбійок та підготовку до ХарківПрайду 2019..